# Азербайджанцы в Узбекистане
Азербайджанцы в Узбекистане (азерб. Özbəkistan azərbaycanlıları; узб. Oʻzbekistondagi ozarbayjonlar) — представители азербайджанской диаспоры, проживающие на территории Узбекистана. Согласно переписи населения за 2000 год, численность составляет 35 848 человек.
В целях дальнейшего укрепления культурных связей между Азербайджаном и Узбекистаном, развития сотрудничества в области культуры и туризма, а также проведения пропагандистской работы по развитию культурной, языковой, исторической, социальной, экономической, научно-технической и культурно-гуманитарной сфер Азербайджана в Республике Узбекистан был создан культурный центр. 27 сентября 2010 года в Ташкенте после капитального ремонта и реставрации было введено в эксплуатацию здание культурного центра имени Гейдара Алиева при посольстве Азербайджана в Узбекистане. В церемонии открытия приняли участие Президент Азербайджанской Республики Ильхам Алиев и тогдашний премьер-министр Узбекистана Шавкат Мирзиеев. С 2013 года Азербайджанский культурный центр имени Гейдара Алиева расширил свою деятельность и начал проводить важные мероприятия.

## История формирования
Начало формирования азербайджанской диаспоры приходится на VIII-XII века, когда города, ныне находящиеся на территории Азербайджана, поддерживали торговые и экономические связи со Среднеазиатским регионом по трассам сухопутных караванных дорог и также по водным путям, по которым через Бухару, Самарканд, Шаш шли купцы, ремесленники, ученые, певцы и танцоры. Позже, в эпоху Темура, согласно письменным источникам, большое количество пленных мастеров из Азербайджана было доставлено в крупные города Мавераннахра. Каменотесы и специалисты архитектурного декора высшей категории участвовали в строительстве и художественной отделке соборной мечети Биби-ханым в Самарканде и дворца Ак-сарай в Шахрисабзе. Имя одного из них — Мухаммеда Юсуфа Тебризи — увековечено в рисунке орнамента. Под влиянием искусства Индии и Азербайджана приоритет при возведении монументальных зданий в Мавераннахре этой эпохи нередко отдавался камню.
Новый виток во взаимоотношениях между азербайджанцами и узбеками приходится на вторую половину XIX века, когда опыт азербайджанцев в разработке полезных ископаемых и строительстве железных дорог стал востребованным в Туркестане. Особенно он пригодился при освоении первой фонтанной нефти в Чимионе в 1904 году. С тех пор квалифицированные рабочие-азербайджанцы стали участвовать в промышленной добыче нефти в Ферганской долине и других нефтяных месторождениях на территории Туркестана. 
В ранние годы Советской власти в Узбекской ССР при Совете национальных меньшинств развернуло активную деятельность Азербайджанское центральное бюро, работавшее совместно с представителями иранской национальности. При нем действовали четыре школы, два дошкольных учреждения, три рабочих дома, клубы, библиотека.
В 1944 году в Узбекистан из Грузинской ССР депортируются граждане азербайджанской национальности. В октябре 1957 года с этой группы азербайджанцев были сняты все ограничения по перемещению и предоставлено право вернуться на этническую родину. Но благоприятный климат Узбекистана, сходство языков и образа жизни побудили значительную часть азербайджанцев остаться на узбекской земле. Большинство из них работали в колхозах и совхозах Ташкентской и Сырдарьинской областей, в городе Газли, принимая активное участие в хозяйственном освоении края. А ташкентское землетрясение 1966 года позволило приехавшим из Азербайджанской ССР специалистам принять участие в восстановлении разрушенных домов.

## Численность
| 1926   | 1926 | 1939  | 1939 | 1959   | 1959 | 1970   | 1970 | 1979   | 1979 | 1989   | 1989 |
| ------ | ---- | ----- | ---- | ------ | ---- | ------ | ---- | ------ | ---- | ------ | ---- |
| 20 764 | 0.4  | 3 645 | 0.1  | 40 511 | 0.5  | 40 431 | 0.3  | 59 779 | 0.4  | 44 410 | 0.2  |

## Известные представители
- Мовлуд Миралиев
- Рафик Гусейнов
- Максуд Шейхзаде
- Насиба Абдуллаева